# وقوع (وبائيات)
الوقوع (بالإنجليزية: incidence)‏ هو عدد الحالات الجديدة من مرض معين، والتي تحدث في جمهرة محددة خلال فترة زمنية محددة، وهو من مقاييس خطر تطور حالة محددة خلال فترة زمنية. في أغلب الأحيان يُسْتَخْدَم معدل الوقوع للتعبير عن الخطر.

## معدل الوقوع
معدل الوقوع هو عدد الحالات الجديدة لمرض معين خلال فترة معينة منسوبة إلى الجمهرة تحت الخطر، مثلاً 3 حالات لكل 10000 من السكان في السنة.